# Pływanie na Letnich Igrzyskach Olimpijskich 1896 – 100 m stylem dowolnym dla żeglarzy
W konkurencji pływackiej 100 metrów dla żeglarzy na Igrzyskach mogli brać udział tylko marynarze z greckiej marynarki wojennej. Do zawodów zgłosiło się 11 zawodników, lecz tylko 3 z nich wystartowało.

## Wyniki
| lp.    | Zawodnik          | Kraj             | Wynik    | Uwagi |
| ------ | ----------------- | ---------------- | -------- | ----- |
| złoto  | Joanis Malokinis  | Królestwo Grecji | 2:20.4   | OR    |
| srebro | Spiridon Chazapis | Królestwo Grecji | nieznany |       |
| brąz   | Dimitrios Driwas  | Królestwo Grecji | nieznany |       |